# Ministerio de Justicia e Interior
El Ministerio de Justicia e Interior de España fue un departamento ministerial con competencias en justicia, desarrollo del ordenamiento jurídico y seguridad ciudadana.
Creado a partir de la fusión de dos departamentos preexistentes, el Ministerio de Justicia y el Ministerio del Interior, existió con esta denominación desde mayo de 1994 hasta mayo de 1996, durante el cuarto gobierno de Felipe González (v legislatura).

## Funciones
El Departamento tuvo tres grandes bloques competenciales:
- En lo relativo a justicia: relaciones con la Administración de Justicia, sus órganos de gobierno, Tribunal Constitucional y Ministerio Fiscal, y con los Colegios y asociaciones de profesionales del mundo del Derecho, el ejercicio del derecho de gracia que corresponde al rey, asuntos relativos a Grandezas y Títulos Nobiliarios, asuntos religiosos, nacionalidad y Registro Civil, Notariado y Registros de la Propiedad y Mercantiles, servicios jurídicos del Estado, objeción de conciencia y prestación social sustitutoria, promoción legislativa en el ámbito civil, mercantil, penal y procesal, codificación y armonización legislativa, en lo relativo a derechos fundamentales y cooperación y asistencia jurídica internacional.
- En lo referente a políticas internas y de seguridad: promoción de las condiciones para el ejercicio de los derechos fundamentales; la administración general de la seguridad ciudadana y el orden público; el mando superior de las Fuerzas y Cuerpos de Seguridad del Estado; el control de las empresas y el personal de seguridad privada; el cumplimiento de las misiones y el ejercicio de las competencias legalmente atribuidas sobre protección civil; la administración general de la policía de circulación y de la seguridad vial; la promoción de las actuaciones necesarias para el desarrollo de los procesos electorales, y el ejercicio de las competencias que le atribuye la legislación vigente, en materia de extranjería, refugio y asilo.
- Por último, también tenía otro tipo de competencias relativas a la administración y régimen de las instituciones penitenciarias y relativas al Plan Nacional sobre Drogas.

## Estructura
Para desarrollar y ejecutar las políticas antes mencionadas, se le adscribieron casi una treintena de órganos:
- El ministro de Interior y Justicia.
  - La Secretaría de Estado de Justicia.
    - La Secretaría General de Justicia, con rango de Subsecretaría.
      - La Dirección General de Infraestructuras para la Administración de Justicia.

    - El Gabinete de Asuntos Religiosos.
    - La Dirección General de los Registros y del Notariado.
    - La Dirección General del Servicio Jurídico del Estado.
    - La Dirección General de Objeción de Conciencia.
    - La Dirección General de Codificación y Cooperación Jurídica Internacional.

  - La Secretaría de Estado de Interior.
    - La Secretaría General-Dirección General de la Policía.
    - La Secretaría General-Dirección General de la Guardia Civil.
    - La Dirección General de Política Interior.
    - La Dirección General de Protección Civil.
    - La Dirección General de Tráfico.
    - La Dirección General de Procesos Electorales, Extranjería y Asilo.

  - La Secretaría de Estado de Asuntos Penitenciarios.
    - La Dirección General de Instituciones Penitenciarias.
    - La Dirección General de Administración Penitenciaria.

  - La Delegación del Gobierno para el Plan Nacional sobre Drogas.
    - La Dirección General del Plan Nacional sobre Drogas.

  - La Subsecretaría de Justica e Interior.
    - La Secretaría General Técnica.
    - La Dirección General de Personal y Servicios.
    - La Dirección General de Planificación y Control de la Gestión.

  - El Gabinete del Ministro.
  - La Oficina de Relaciones Informativas y Sociales.

## Titulares
El titular del Ministerio de Justicia e Interior fue:
- Juan Alberto Belloch (5 de mayo de 1994 – 4 de mayo de 1996)

## Consecuencias
A pesar del corto periodo de tiempo que existió, dejó un importante legado: las competencias sobre las prisiones dejaron de depender del Departamento de Justicia, integrándose en Interior desde 1996 hasta la actualidad, situación que no se daba desde que en 1887 se transfirieron a Justicia.